# Aquae Regiae
Aquae Regiae (łac. Dioecesis Aquaregiensis) – stolica historycznej diecezji w Cesarstwie Rzymskim (prowincja Bizacena), współcześnie w Tunezji. Od 1933 katolickie biskupstwo tytularne.

## Biskupi tytularni
| Lp. | Biskup                   | Funkcja                                | Od                   | Do              |
| --- | ------------------------ | -------------------------------------- | -------------------- | --------------- |
| 1   | William Joseph McDonald  | biskup pomocniczy Waszyngtonu (USA)    | 17 marca 1964        | 7 stycznia 1989 |
| 2   | György Jakubinyi         | biskup pomocniczy Alba Iulii (Rumunia) | 14 marca 1990        | 8 kwietnia 1994 |
| 3   | Guillermo Garlatti       | biskup pomocniczy La Platy (Argentyna) | 27 sierpnia 1994     | 20 lutego 1997  |
| 4   | Martin Drennan           | biskup pomocniczy Dublina (Irlandia)   | 28 maja 1997         | 23 maja 2005    |
| 5   | Alfonso Cortés Contreras | biskup pomocniczy Monterrey (Meksyk)   | 24 marca 2005        | 10 lipca 2009   |
| 6   | Robert Evans             | biskup pomocniczy Providence (USA)     | 15 października 2009 |                 |